# Miguel Angel Alba Díaz
Mons. Miguel Angel Alba Díaz (* 23. ledna 1951, Monterrey) je mexický římskokatolický duchovní a biskup La Paz en la Baja California Sur.

## Život
Narodil se 23. ledna 1951 v Monterrey.
Studoval v arcibiskupském semináři a 31. května 1975 přijal kněžské svěcení. Byl inkardinován do arcidiecéze Monterrey. Po vysvěcení působil jako farní vikář. Následně vyučoval v semináři, byl ekonomem semináře, koordinátorem Institutu filosofie a rektorem semináře.
Dne 10. června 1995 jej papež Jan Pavel II. jmenoval pomocným biskupem arcidiecéze Antequera a titulárním biskupem z Fesseë. Dne 25. července byl z rukou kardinála Adolfa Antonia Suáreze Rivery vysvěcen na biskupa. Spolusvětiteli byli arcibiskup Héctor González Martínez a arcibiskup Sergio Obeso Rivera.
Dne 16. června 2001 byl převeden do funkce biskupa La Paz en la Baja California Sur.